# Learning analytics
Learning analytics innebär att mäta, samla, analysera och rapportera data om studenter/elever och den kontext där dessa befinner sig. Genom att personerna lämnar avtryck och gör aktiviteter i lärmiljön kan deras kunskapsnivå och lärande beskrivas.  Vidare kan analyser beskriva om undervisningsmaterialet förstås på det sätt som det är tänkt. På det sättet kan studenter som inte förstår upptäckas tidigare.
Det som analyseras är: 
- Innehållsanalys - allt som studenterna skapar (till exempel essäer)
- Diskursanalys - syftar till att analysera data kring hur små eller stora grupper av personer skapar och delar mening tillsammans genom hur språket används. .[3]
- Social Learning Analys [4] som syftar till att undersöka betydelsen av social interaktion för lärandet och vikten av utbildningsnätverk etc.
- Dispositions Analys [5][6] som syftar till att samla in data om hur studenten ser och förhåller sig till sitt eget lärande. Till exempel kan "nyfikna" elever vara mer benägna att ställa frågor - och dessa data kan samlas in och analyseras.

Learning analytics är relativt nytt och området är ännu inte helt klart definierat. Dock innehåller många definitionerna dessa delar:
- För att låta enskilda elever reflektera över sina prestationer och beteendemönster i förhållande till andra;
- Som markör för studenter som behöver extra stöd och uppmärksamhet;
- För att hjälpa lärare och stödpersonal att planera stödjande insatser med individer och grupper;
- För funktionella grupper såsom de team som försöker förbättra kurser eller utveckla nya kursbeskrivningar och lärobjekt; och
- För att ledningen/administratörer kan fatta beslut om frågor som rör marknadsföring och rekrytering eller effektivitet och riktning av verksamheten. " [7]